# Olivia Newton-John
Dame Olivia Newton-John, angleško-avstralska pevka, tekstopiska, igralka in aktivistka, * 26. september 1948, Cambridge, Anglija, † 8. avgust 2022, Santa Ynez Valley, Kalifornija, ZDA.
Najbolj je znana po vlogi v filmskem muzikalu Briljantina (1978), za katerega je s soigralcem Johnom Travolto med drugim posnela dueta »You're the One That I Want« in »Summer Nights«. Zlasti prvi je še zdaj med najuspešnejšimi singli vseh časov.
Bila je štirikratna dobitnica nagrade grammy. Z globalno prodajo več kot 100 milijonov izvodov albumov je Newton-John ena najbolje prodajanih glasbenih izvajalk od druge polovice 20. stoletja.

## Diskografija
- If Not for You (1971)
- Let Me Be There (1973)
- Have You Never Been Mellow (1975)
- Clearly Love (1975)
- Come on Over (1976)
- Don't Stop Believin' (1976)
- Making a Good Thing Better (1977)
- Totally Hot (1978)
- Physical (1981)
- Soul Kiss (1985)
- The Rumour (1988)
- Warm and Tender (1989)
- Gaia: One Woman's Journey (1994)
- Back with a Heart (1998)
- (2) (2002)
- Indigo: Women of Song (2004)
- Stronger Than Before (2005)
- Grace and Gratitude (2006)
- Christmas Wish (2007)
- A Celebration in Song (2008)
- This Christmas (2012)
- Liv On (2016)
- Friends for Christmas (2016)